# Beaufort West
Beaufort West (Afrikaans: Beaufort-Wes) este un oraș din provincia Western Cape, Africa de Sud.